# Trudovoi (Stàvropol)
|  | Per a altres significats, vegeu «Trudovoi». |

Trudovoi (en rus: Трудовой) és un poble (un possiólok) del krai de Stàvropol, a Rússia, que en el cens del 2010 tenia 165 habitants. Pertany al districte rural de Kurskaia.